# Sergio Parisse
Sergio Francesco Parisse (La Plata, 12 settembre 1983) è un ex rugbista a 15 e allenatore di rugby a 15 italiano.
Con 142 presenze internazionali, detiene il primato di apparizioni per la nazionale italiana.
Passato alla carriera tecnica dopo il ritiro da giocatore, fa parte dello staff tecnico del Tolone.
Nel 2024 è divenuto il primo italiano ammesso nella World Rugby Hall of Fame.

## Biografia
Nato Sergio Francesco Parisse a La Plata da madre cosentina e padre aquilano, Sergio sr., trasferito in Argentina per conto dell'Italtel, iniziò a giocare a rugby a 5 anni, muovendo i primissimi passi nella disciplina presso il club Universitario de La Plata.
Cittadino italiano per nascita, a 17 anni fece parte del giro delle selezioni giovanili della Federazione Italiana Rugby.
Nel 2002 esordì in nazionale (contro la Nuova Zelanda) e fu ingaggiato dal Benetton per il suo primo contratto da professionista.
Con la squadra veneta Parisse si laureò due volte campione d'Italia (nel 2003 e 2004) e vinse una Coppa Italia nel 2005.
Fu convocato dal C.T. della Nazionale John Kirwan per la Coppa del Mondo di rugby 2003 in Australia, nella quale disputò tutti e quattro gli incontri (tre da titolare) e, nel 2004, disputò il primo dei suoi Sei Nazioni (a tutto il 2009 furono sei consecutivi).
Nel 2005 si trasferì allo Stade français, club con il quale vinse il campionato nazionale nel 2007.
Il contratto con il club parigino, inizialmente biennale, nel marzo 2007 fu prolungato fino al 2009.
In quello stesso anno il neo-C.T. Pierre Berbizier lo convocò per la VI Coppa del Mondo che si tenne proprio in Francia; Nick Mallett, subentrato a Pierre Berbizier, nominò nel 2008 Parisse capitano della Nazionale.
A causa di un infortunio occorsogli nel corso dei test match autunnali del 2009 Parisse dovette saltare il Sei Nazioni 2010.
Fu, ancora, in campo nel corso della Coppa del Mondo di rugby 2011 e, con il successivo C.T. della Nazionale Jacques Brunel, è rimasto capitano della squadra.
A fine 2011 prolungò il suo impegno con lo Stade français fino a tutta la stagione 2015-16.
Il 16 novembre 2013, in occasione di un test match a Cremona contro Figi, Parisse, insieme con Martín Castrogiovanni, raggiunse le cento presenze in nazionale.
I due giocatori sono i terzi in ordine di tempo a raggiungere tale traguardo dopo Alessandro Troncon (durante la Coppa del Mondo di rugby 2007) e Andrea Lo Cicero (ultimo incontro del Sei Nazioni 2013).
Vanta anche tre inviti da parte dei Barbarians, il più recente dei quali nel giugno 2013 a Hong Kong contro i British Lions.
Disputando il test match del 22 novembre 2014 contro il Sudafrica ha superato Marco Bortolami ed è diventato il rugbista italiano con più presenze in Nazionale; a maggio 2015 vinse, da capitano dello Stade français, il suo secondo campionato francese, ricevendo anche il riconoscimento di miglior giocatore del torneo.
Terminato il suo ultradecennale impegno con lo Stade français, lasciato libero dal club, Parisse si è accordato con il Tolone dalla stagione sportiva 2019-20; ricevuta la convocazione per la sua quinta, e ultima, Coppa del Mondo, ha fissato il suo primato nazionale di presenze a 142, con 16 mete e un drop per un totale di 83 punti.
Avendo World Rugby annullato il match contro la Nuova Zelanda per rischio atmosferico, fu vanificata la possibilità di Parisse di chiudere a 143 incontri la carriera internazionale, sia di avere un'ultima presenza insieme agli altri giocatori italiani che in tale manifestazione concludevano la propria attività in maglia azzurra.
Dopo il ritiro è entrato nello staff tecnico del Tolone come allenatore in seconda addetto alle touche.
Nella selezione del 2024 per l'ammissione alla World Rugby Hall of Fame, Parisse è diventato il primo italiano a essere ammesso in tale galleria delle celebrità, in riconoscimento della sua carriera e delle sue 142 presenze in maglia azzurra che al momento del ritiro ne facevano il quarto giocatore per apparizioni internazionali dopo il gallese Alun Wyn Jones e i neozelandesi Sam Whitelock e Richie McCaw.

### Vita privata
Parisse è sposato dal 10 febbraio 2014 con Silvia Bragazzi, con cui ha due figli.
In precedenza fu sposato dal 2010 al 2013 con l'ex Miss Francia Alexandra Rosenfeld, conosciuta nel 2006 e con la quale ha avuto una figlia.
Tra le attività extrarugbistiche ha doppiato il personaggio di Zangief nel film d'animazione Disney Ralph Spaccatutto.

## Palmarès
- Challenge Cup: 2
Stade français: 2016-17
Tolone: 2022-23
- Campionati francesi: 2
Stade français: 2006-07, 2014-15
- Campionati italiani: 2
Benetton Treviso: 2002-03, 2003-04
- Coppe Italia: 1
Benetton Treviso: 2004-05